# Little Caesar (musikgrupp)
Little Caesar är ett amerikanskt rockband från New York, bestående av Ron Young (sång), Apache (gitarr), Loren Molinare (gitarr), Fidel Paniagua (bas) och Tom Morris (trummor), som nådde viss popularitet i början av 1990-talet, framför allt med debutalbumet Little Caesar. Little Caesar bildades 1987, och släppte kort därefter en EP, Name Your Poison som fick ett bra mottagande. Skivbolaget Geffen Records gav därefter bandet ett avtal, som vid tidpunkten enligt uppgift var den beloppsmässigt största som någonsin givits ett debuterande band.
Bandet influerades av såväl rockband som ZZ Top och AC/DC som av blues- och soulartister och framför allt debutalbumet blandade hård bluesrock med flera ballader, samt covers av flera 50- och 60-talsklassiker, bland annat "Chain of Fools" och "I Wish It Would Rain". Bandets andra album, Influence, sålde mindre än förväntat och kort efter att skivan släppts splittrades bandet. Under denna period blev bandet bland annat utsparkade från uppdraget som förband åt Kiss på en USA-turné, då man ansågs ha stora "attitydproblem". Frontmannen Ron Young var tidigt påtänkt som sångare i Slash's Snakepit, men fick av olika skäl inte detta jobb. Little Caesar återbildades 2002, och har annonserat att man avser släppa ett nytt album under 2008. Under 2010 släpptes albumet "Redemption" med ett aningens modernare sound men fortfarande med rötterna i bluesrocken, stilen ligger mer i tiden nu än deras tidigare album gjorde. Fyra av bandets originalmedlemmar ingår i den nuvarande sättningen. Apache, som inför bandets andra album ersattes av Earl Slick, har i nuvarande sättning ersatts av Chris Latham.

## Medlemmar
Nuvarande medlemmar
- Ron Young – sång (1987–1992, 2001– )
- Tom Morris – trummor (1987–1992, 2001– )
- Loren Molinare – gitarr (1987–1992, 2001– )
- Alex Kane – gitarr (2015– )
- Pharoah Barrett – basgitarr (2015– )

Tidigare medlemmar
- Apache (Jimmy Hayne) – gitarr (1987–1991, 2008)
- Fidel Paniagua – basgitarr (1987–1992, 2001–2015)
- Earl Slick – gitarr (1991–1992)
- Joey Brasler – gitarr (2009–2013)
- Joey Malone – gitarr (2014–2015)

Turnerande medlemmar
- Marc Danzeisen – trummor (1992)

## Diskografi
Studioalbum
- Little Caesar (1990)
- Influence (1992)
- Redemption (2009)
- American Dream (2012)

EP
- Name Your Poison (1989)
- Knuckle Sandwich (2012)

Singlar
- "Chain of Fools" (1990)
- "From the Start" (1990)
- "In Your Arms" (1991)
- "Slow Ride" (1992)
- "Stand Up" (1992)

Samlingsalbum
- This Time It's Different (1998)
- Little Caesar & Influence (2011)